# Бољ (Требишов)
Бољ (слч. Boľ) насељено је мјесто са административним статусом сеоске општине (слч. obec) у округу Требишов, у Кошичком крају, Словачка Република.

## Становништво
| Година:    | 1994. | 2004.   | 2014.   | 2024.   |
| ---------- | ----- | ------- | ------- | ------- |
| Број људи: | 685   | 691     | 711     | 726     |
| Разлика:   |       | +0,87 % | +2,89 % | +2,10 % |

| Година:    | 2023. | 2024.   |
| ---------- | ----- | ------- |
| Број људи: | 731   | 726     |
| Разлика:   |       | -0,68 % |

Према подацима о броју становника из 2011. године насеље је имало 727 становника.